# Моравек, Ханс
Ханс Моравек (англ. Hans Moravec; род. 30 ноября 1948, Каутцен, Австрия) — канадский инженер, адъюнкт-преподаватель Института робототехники при Университете Карнеги — Меллон. Известен своими работами в области робототехники, искусственного интеллекта и писательской деятельностью на тему влияния технологий. Моравек также знаменит как футуролог, и многие его публикации сфокусированы на трансгуманизме.

## Публикации
Его наиболее цитируемой работой стала Sensor Fusion in Certainty Grids for Mobile Robots, опубликованная в AI Magazine.
В 1988 году была выпущена его книга Mind Children, в которой Моравек описывает свой взгляд на Закон Мура и развитие искусственного интеллекта. В частности, он пишет, что роботы эволюционируют в отдельные искусственные виды, начиная c 2030—2040 годов.